# Лаврово (Рамешковский район)
Лавро́во — деревня в Рамешковском районе Тверской области, сельское поселение Алёшино. На начало 2008 года население — 74 жителя.
Расположена в 17 километрах к востоку от районного центра Рамешки, на автодороге «Ильино—Буйлово—Киверичи».
В XVIII веке деревня Лаврово входила в состав «Великого Государя дворцовую карельскую волость Ивицкой нижней половины» (центр — с. Селище-Диево), затем перешла в разряд удельных владений.
- В 1709 году в деревне Лаврово Каменского стана было 6 дворов, 19 мужчин, 20 пустых домов, 1 человек умер в Петербурге на стройках, 1 сбежал.
- В 1859 году в карельской удельной деревне Лаврово проживали 36 семей, 294 человека (149 мужчин и 145 женщин).
- В 1887 году в деревне Лаврово Алёшинской волости Буйловского прихода Бежецкого уезда 77 дворов, 390 жителей (190 мужчин и 200 женщин), бывшие удельные крестьяне, карелы. На военной службе находилось 7 человек. Грамотных — 34 мужчины.
- В 1894 году открыта церковно-приходская школа.
- В 1897 году всего жителей 420 человек, из них карел 410.
- В 1918 году образован Лавровский сельский Совет (существовал до 1959 года).
- В 1930 организован колхоз «Карельский рассвет».
- В 1936 году в д. Лаврово 135 хозяйств, население — 598 человек, в том числе в колхозе — 122 хозяйства, 541 человек. Работали мельница, маслобойня, 2 кузницы. Была школа I ступени на карельском языке, изба-читальня. В Лавровский сельский Совет входили деревни Лаврово, Васильки, хутора Бибнево, Буднево(Буднос), Овсянниково, Корнево, Лучиники, Лужнево, Маслово, Роскошь, Сарафаниха, Сретенка, поселение Чудо.

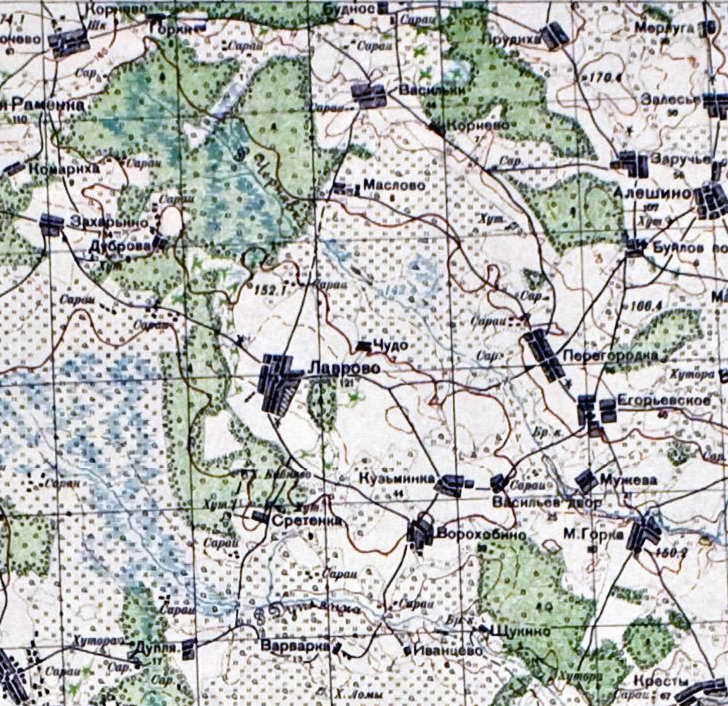
Лаврово на карте 1930-х годов

- С войны 1941—1945 годов не вернулись 52 жителя деревни.
- В 1950 году колхозники деревни Лаврово объединились с колхозом «Победа» (центр — деревня Пустораменка).
- По переписи 1989 года постоянных жителей 48 человек (35 карелов и 13 русских).
- В 1996 году в деревне Лаврово Пустораменского сельского округа 57 хозяйств, 105 жителей.

В 2001 году в деревне 49 домов, в них постоянно проживали 96 человек, 41 дом — собственность наследников и дачников. Имеется почтовое отделение, медпункт, магазин.